# Litoria rheocola

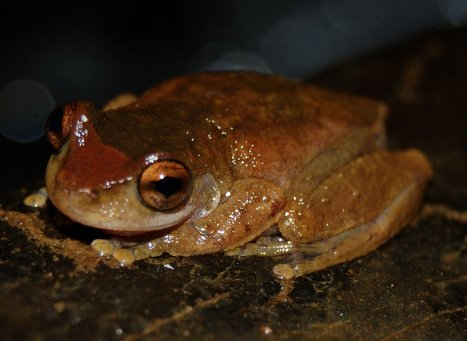
Litoria rheocola.

Litoria rheocola (common mist frog) es una especie de anfibio anuro del género Litoria de la familia Hylidae.

## Distribución geográfica
Originaria de Australia.  Vive en Queensland.
Esta rana está en peligro de extinción. Vive en bosques de selvas y esclerófilo, en arroyos donde el agua fluye rápidamente. La rana macho adulta pasa tiempo en arroyos rocosos y la rana hembra y la rana joven se sientan en plantas cerca de arroyos. El renacuajo vive allí donde el agua fluye con rapidez. Se aferran a las rocas con la boca, que están en la parte inferior de sus cuerpos.
La rana hembra pone de 46 a 63 huevos no pigmentados a la vez. Miden 2.4-2.6 mm de diámetro. Los pone en grupos debajo de las rocas en el agua.
Los científicos no están seguros del porqué esta rana está en peligro, pero no creen que sea debido a las sequías o la pérdida de su hábitat, que está protegido por ley desde 1988. Los científicos dicen que una de las razones por las que esta rana está en peligro es porque los cerdos que han huido de la gente corren por sus arroyos y matan ranas adultas. Esta rana puede contraer la quitridiomicosis, una enfermedad infecciosa causada por un hongo.
Los científicos dicen que esta rana está relacionada con Ranoidea nannotis.